# Hypotacha isthmigera
Hypotacha isthmigera là một loài bướm đêm trong họ Erebidae.